# Мили Боби Браун
Мили Боби Браун Бонджови (на английски: Millie Bobby Brown Bongiovi) е английска актриса. Става известна с ролята си на Единадесет в сериала на Нетфликс Stranger Things. За тази си роля е номинирана за награда „Еми“ в категория „Най-добра поддържаща актриса“. Филмовият ѝ дебют е във филма „Годзила: Кралят на чудовищата“ от 2019 г.
През 2018 г. е включена в класацията на 100-те най-влиятелни хора в света на сп. „Тайм“. Браун е и най-младият посланик на добра воля към УНИЦЕФ.

## Ранен живот
Браун е родена в Марбеля, Испания. Тя е трето от общо четири деца на англичаните Кели и Робърт Браун; брат ѝ се казва Чарли, а сестрите ѝ – Пейдж и Ейва. Семейството се премества в Борнмът, Великобритания, когато тя е на 4-годишна възраст, а четири години по-късно заминават за Уиндърмиър, Флорида, САЩ. На 15-годишна възраст основава своя марка за красота, наречена Florence by Mills. Марката е кръстена на прабаба ѝ. През 2016 г., когато получава ролята на Единадесет в сериала Stranger things, косата ѝ трябва да бъде обръсната за снимките.
Тя се сближава най-много с актьора Ноа Шнап, който играе Уил Байърс в Stranger Things. Двамата стават добри приятели.

## Филмография

### Филми
| Година | Заглавие                      | Роля          |
| ------ | ----------------------------- | ------------- |
| 2019   | Годзила: Кралят на чудовищата | Медисън Ръсел |
| 2020   | Енола Холмс                   | Енола Холмс   |
| 2021   | Годзила срещу Конг            | Медисън Ръсел |

### Телевизия
| Година | Заглавие                     | Роля            | Бележки     |
| ------ | ---------------------------- | --------------- | ----------- |
| 2013   | Алиса в Страната на чудесата | Младата Алиса   | 2 епизода   |
| 2014   | Intruders                    | Медисън О'Донъл | Главна роля |
| 2014   | Военни престъпления          | Рейчъл Барнс    | 1 епизод    |
| 2015   | Модерно семейство            | Лизи            | 1 епизод    |
| 2015   | Анатомията на Грей           | Руби            | 1 епизод    |
| 2016 – | Stranger Things              | Единадесет      | Главна роля |